# Baibaris
Baibaris (del ruso: Байбарис) es un jútor del raión de Otrádnaya del krai de Krasnodar, en Rusia. Está situada en un área premontañosa y boscosa de las vertientes septentrionales del Cáucaso Norte, a orillas del arroyo Berdichka, afluente por la izquierda del río Urup, junto a la frontera de la república de Karacháyevo-Cherkesia, 37 km al suroeste de Otrádnaya y 213 km al sureste de Krasnodar, la capital del krai. Tenía 9 habitantes en 2010.
Pertenece al municipio Peredovskoye.